# Филип I фон Вианден
Филип I фон Вианден (на немски: Philipp I von Vianden, на френски: Philippe I de Vianden; * ок. 1227, Вианден, Люксембург; † 23 април 1273) е граф на Вианден, господар на Первез и Гримберген.

## Произход
Той е третият син на граф Хайнрих I фон Вианден († 1252) и съпругата му Маргьорит дьо Куртене-Намюр († 1270), вдовица на Раул дьо Лузинян († 1212), дъщеря на латинския император на Константинопол Пиер дьо Куртене и Йоланда Фландърска. Брат е на Хайнрих I († 1267), епископ на Утрехт (1249 – 1267), Матилда дьо Вианден (* ок. 1216), омъжена 1235 г. за дук Йоан Ангел.
- Замък Вианден
- Останки от замък Гримберген

## Фамилия
Филип I се жени пр. 10 март 1262 г. в Льовен, Брабант, Белгия, за Мари дьо Брабант-Первез (* ок. 1241; † септември 1289), дъщеря на Готрид дьо Льовен-Первез († 1257) и Аликс фон Гримберген († 1250). Те имат децата:
- Готфрид I фон Вианден († 1307/1310), граф на Вианден, господар на Гримберген, женен за I. ок. 1260 г. Алайдис ван Ауденаарде († 1305), II. сл. 1305 г. за Лутгарда де Лигни († сл. 1318)
- Маргарета фон Вианден († 8 март 1316), омъжена на 27 юли 1280 г. за граф Арнолд V фон Лоон († 22 август 1327)
- Филип († сл. 1308), граф на Вианден, господар на Румпст, женен за Мари де Цернай
- Хайнрих (* 1272; † 1280)
- Енгина, омъжена за Вери де Юпиле
- Йохана, омъжена за Петер фон Бар-Пиерепонт († 1348/1349), син на граф Теобалд II фон Бар († 1291/1296)
- Матилда фон Вианден, омъжена за Вилем I фон Хорн († 24 октомври 1264/29 април 1265)